# Corcoran, Minnesota
Corcoran är en ort i Hennepin County i Minnesota. Vid 2010 års folkräkning hade Corcoran 5 379 invånare.